# Retable de San Zaccaria
Le retable de San Zaccaria est un retable conservé dans l'église San Zaccaria, à Venise, en Italie. Connue sous le nom de  Vierge à l'enfant entourée de saints, l'œuvre peinte qui le domine est une tempera sur panneau transférée sur toile réalisée par Giovanni Bellini en 1505. Elle représente une conversation sacrée ayant lieu autour d'une Vierge à l'Enfant qui trône sous une niche, les saints Pierre et Catherine à sa droite, un ange musicien à ses pieds et les saints Lucie et Jérôme à sa gauche.